# Двигатель Toyota C
Toyota C — серия рядных четырёхцилиндровых дизельных двигателей внутреннего сгорания, выпускавшихся японской компанией Toyota Motor Corporation с декабря 1981 по август 2004 года.

## Технические характеристики
| Код    | Объём (см3) | Диаметр цилиндра (мм) | Ход поршня (мм) | Система впрыска | Турбонаддув |
| ------ | ----------- | --------------------- | --------------- | --------------- | ----------- |
| 1C     | 1839        | 83                    | 85              |                 |             |
| 1C-L   | 1839        | 83                    | 85              |                 |             |
| 1C-LC  | 1839        | 83                    | 85              |                 |             |
| 1C-TL  | 1839        | 83                    | 85              |                 | есть        |
| 1C-TLC | 1839        | 83                    | 85              |                 | есть        |
| 2C     | 1974        | 86                    | 85              |                 |             |
| 2C-L   | 1974        | 86                    | 85              |                 |             |
| 2C-E   | 1974        | 86                    | 85              | EFI             |             |
| 2C-T   | 1974        | 86                    | 85              |                 | есть        |
| 2C-TL  | 1974        | 86                    | 85              |                 | есть        |
| 2C-TLC | 1974        | 86                    | 85              |                 | есть        |
| 2C-TE  | 1974        | 86                    | 85              | EFI             | есть        |
| 3C     | 2184        | 86                    | 94              |                 |             |
| 3C-E   | 2184        | 86                    | 94              | EFI             |             |
| 3C-T   | 2184        | 86                    | 94              |                 | есть        |
| 3C-TE  | 2184        | 86                    | 94              | EFI             | есть        |

## 1C

### 1C-L/1C-LC
1C-L впервые был представлен 26 января 1982 года на Toyota Corona седьмого поколения и 12 мая 1983 года на Toyota Corolla пятого поколения. На двигатель устанавливался клапанный механизм OHC с прямым приводом, который позже начал устанавливаться на двигатели Toyota L.

#### Технические характеристики
- Тип: рядный, четырёхцилиндровый двигатель
- Система подачи топлива: инжекторная
- Объём: 1839 см3
- Диаметр цилиндра: 83 мм
- Ход поршня: 85 мм
- Степень сжатия: 22,5:1

#### Устанавливался на
Мощность: 46 кВт (63 л. с.) при 4500 об/мин; крутящий момент 111 Н⋅м при 3000 об/мин (Япония, Gross JIS)
- CR26 TownAce/LiteAce Van 1982—1988 (Япония)[4]
- CM20/25 LiteAce Van/LiteAce Truck/TownAce Truck 1982—1986[5][6]

Мощность: 48 кВт (65 л. с.) при 4500 об/мин; крутящий момент 113 Н⋅м при 3000 об/мин (Япония, Gross JIS)
- CA60/67 Carina 1.2.1982—1988[7]
- CE70/71/72 Corolla/Sprinter 02.08.1982—1987[8]
- CE80 Corolla/Sprinter 1983—1987
- CT140/147 Corona 26.01.1982—1987

### 1C-II
Второе поколение 1C имело степень сжатия 23:1.

#### Устанавливался на
Мощность: 47 кВт (63 л. с.) при 4700 об/мин; крутящий момент 118 Н⋅м при 2600 об/мин (Япония, Net JIS)
- CE90/91/96/97 Corolla/Sprinter 1987—1990[9][10][11][12][13]
- CM35/50 LiteAce Van/LiteAce Truck/TownAce Truck 1985—1989 (Япония и Австралия)[14][15]

### 1C-III
1C-III является модернизацией 1C-II.

#### Устанавливался на
Мощность: 49 кВт (67 л. с.) при 4700 об/мин; крутящий момент 123 Н⋅м при 3000 об/мин (Япония, Net JIS)
- CE90 Corolla/Sprinter Sedan 1990—1992[16]

### 1C-TL/1C-TLC
1C-TL и 1C-TLC впервые были представлены 18 августа 1983 года на Camry/Vista. Это турбированная версия первого поколения 1C. Европейская премьера состоялась на международном автомобильном салоне с мощностью 54 кВт (73 л. с.) при 4500 об/мин и крутящим моментом 145 Н⋅м при 2600 об/мин.

#### Устанавливался на
Мощность: 54 кВт (74 л. с.) при 4500 об/мин; крутящий момент 140 Н⋅м при 3000 об/мин (США, Net SAE)
Мощность: 54 кВт (73 л. с.) при 4700 об/мин; крутящий момент 145 Н⋅м при 2600 об/мин (Европа)
Мощность: 59 кВт (80 л. с.) при 4700 об/мин; крутящий момент 152 Н⋅м при 2400 об/мин (Япония, Gross JIS)
- CV10 Camry/Vista 1983—1985[18]

## 2C
2C являлся дизельным двигателем с длительным сроком службы, причём некоторые модели (например, Corona, Town Ace, LiteAce) оснащались турбированной версией 2C-T мощностью 65 кВт. В 1999 году он был заменён экономичным двигателем 3C-TE.

### 2C-L
Мощность: 54 кВт (73 л. с.) при 4700 об/мин; крутящий момент 132 Н⋅м при 3000 об/мин.

#### Устанавливался на
- CT141 Corona (такси) 1986—1991
- CXC10 Deliboy 1991—1994
- CM26 LiteAce 1985—1986 (Япония)

Мощность: 50 кВт (68 л. с.) при 4500 об/мин; крутящий момент 118 Н⋅м при 3000 об/мин (Европа, DIN)
Мощность: 53 кВт (72 л. с.) при 4500 об/мин; крутящий момент 126 Н⋅м при 2600 об/мин (Япония, Gross JIS)
- CT150 Carina/Carina II/Corona 1984—1988 (Япония)[19]

### 2C-II
Второе поколение 2C имело степень сжатия 23:1.

#### Устанавливался на
Мощность: 51 кВт (70 л. с.) при 4600 об/мин; крутящий момент 128 Н⋅м при 2600 об/мин (Европа, EEC)
- CT150 Carina II 1985—1988

Мощность: 51 кВт (70 л. с.) при 4700 об/мин; крутящий момент 127 Н⋅м при 2600 об/мин (Европа, EEC)
Мощность: 55 кВт (75 л. с.) при 4700 об/мин; крутящий момент 132 Н⋅м при 2600 об/мин (Япония, Gross JIS)
- CM30/31/36/41 LiteAce Van/Wagon 1985—1992 (Япония)[20]
- CR21/27/28/36 TownAce/LiteAce 1984—1996[21]
- CM51/52/55/60/61/65 LiteAce/TownAce Truck 1989—1999 (Япония)[22]

### 2C-III
2C-III является модернизацией 2C-II.

#### Устанавливался на
Мощность: 53 кВт (72 л. с.) при 4600 об/мин; крутящий момент 131 Н⋅м при 2800 об/мин (Пакистан, Net SAE)
- CE120 Corolla (Altis) 2001—2004 (Азия)[23]
- CE140 Corolla (Altis) (Азия)[24]

Мощность: 54 кВт (73 л. с.) при 4700 об/мин; крутящий момент 132 Н⋅м при 3000 об/мин (Япония, Net JIS)
- CE95 Corolla/Sprinter 1989—1991 (Япония)

Мощность: 54 кВт (73 л. с.) при 4700 об/мин; крутящий момент 132 Н⋅м при 2800 об/мин (Япония, Net JIS)
- CE100/104/106/108/109 Corolla/Sprinter 1991—1998 (Япония)/1995—1998[25][26][27][28][29]

Мощность: 54 кВт (73 л. с.) при 4700 об/мин; крутящий момент 129 Н⋅м при 2800 об/мин (Япония, Net JIS)
- CE110/114 Corolla/Sprinter Sedan 1995—2001[30][31]

Мощность: 54 кВт (73 л. с.) при 4700 об/мин; крутящий момент 132 Н⋅м при 3000 об/мин (Япония, Net JIS/Европа)
- CT170/176/177 Carina/Corona/Carina II 1987—1992 (Япония)[32][33]

Мощность: 54 кВт (73 л. с.) при 4700 об/мин; крутящий момент 132 Н⋅м при 2500 об/мин (Япония, Net JIS)
- CR41V/51V TownAce/LiteAce Van 1996—1999[34]

Мощность: 51 кВт (70 л. с.) при 4600 об/мин; крутящий момент 131 Н⋅м при 2500 об/мин (Европа, EEC)
Мощность: 54 кВт (73 л. с.) при 4700 об/мин; крутящий момент 132 Н⋅м при 2800 об/мин (Япония, Net JIS)
- CT190/190G/195/196/198 Caldina/Carina/Corona/Carina E 1992—1996[35][36][37]

Мощность: 51 кВт (70 л. с.) при 4600 об/мин; крутящий момент 125 Н⋅м при 3000 об/мин (Филиппины, Net SAE)
- CF50 Tamaraw FX Wagon/Tamaraw Truck 1994—1998 (Филиппины)[38][39][40][41]

### 2C-E
2C-E является версией 2C-III с электронной системой впрыска топлива.

#### Устанавливался на
Мощность: 53 кВт (72 л. с.) при 4600 об/мин; крутящий момент 160 Н⋅м при 2600 об/мин (Европа)
- CE110 Corolla 23.05.1997—01.02.2000

### 2C-T/2C-TL/2C-TLC
2C-T, 2C-TL и 2C-TLC являются турбированными версиями 2C со степенью сжатия 22,5:1.

#### Устанавливался на
Мощность: 59 кВт (80 л. с.) при 4500 об/мин; крутящий момент 159 Н⋅м при 3000 об/мин (США; Net SAE)
- CV11 Camry/Vista 1985—1986

### 2C-T (II)
2C-T (II) является турбированной версией 2C-II с керамическими поршнями и более высокой степенью сжатия, что позаимствовано у 2L-TE.

#### Устанавливался на
Мощность: 60 кВт (82 л. с.) при 4500 об/мин; крутящий момент 160 Н⋅м при 2400 об/мин (Япония; Net JIS)
- CM30/40 LiteAce 1985—1992 (Япония)[20]

Мощность: 62 кВт (84 л. с.) при 4500 об/мин; крутящий момент 164 Н⋅м при 2400 об/мин (Европа)
Мощность: 60 кВт (82 л. с.) при 4500 об/мин; крутящий момент 160 Н⋅м при 2400 об/мин (Япония; Net JIS)
- CV20 Camry/Vista 1986—1991[43][44]

Мощность: 60 кВт (82 л. с.) при 4500 об/мин; крутящий момент 160 Н⋅м при 2400 об/мин (Япония; Net JIS)
Мощность: 65 кВт (88 л. с.) при 4000 об/мин; крутящий момент 167 Н⋅м при 2400 об/мин (Япония, Gross JIS)
- CR21/28/30/37 LiteAce/TownAce 1984—1992 (Япония)

### 2C-T (III)
2C-T (III) является модернизированным вариантом 2C-T (II) с дизельной системой дымоудаления, соответствующей японским стандартам выбросов и Евро-2.

#### Устанавливался на
- CT220 Avensis 1997—2000 (кроме Европы)

#### Безинтеркулера
Мощность: 60 кВт (82 л. с.) при 4000 об/мин; крутящий момент 174 Н⋅м при 2000 об/мин (Европа)
- CT190/190G Carina E/Caldina 1994—1997

Мощность: 65 кВт (88 л. с.) при 4000 об/мин; крутящий момент 177 Н⋅м при 2200 об/мин (Япония; Net JIS)
- CT210/215 Corona/Carina 1996—1997[45][46]

#### С интеркулером
Мощность: 67 кВт (91 л. с.) при 4400 об/мин; крутящий момент 190 Н⋅м при 2600 об/мин (Япония; Net JIS)
- CV30 Camry/Vista 1990—1994[47][48]

### 2C-TE
2C-TE является вариантом 2C-T (III) с электронной системой впрыска топлива.

#### Устанавливался на
Мощность: 66 кВт (90 л. с.) при 4000 об/мин; крутящий момент 203 Н⋅м при 2200 об/мин (Европа)
- CT220 Avensis 1997—2000 (Европа)

## 3C
Хотя у 3C объём больше, чем у 2C-T, двигатель является более экономичным, а мощность была увеличена на 100 л. с. На европейском рынке двигатель C был заменён двигателем CD.

### 3C-E
3C-E является версией 3C со степенью сжатия 23,0:1 и электронной системой впрыска топлива. Его мощность составляет 58 кВт (79 л. с.) при 4400 об/мин

#### Устанавливался на
- CT197/199 Caldina 19.08.1998—07.2002 (Япония)[49][50]
- CR42/52 LiteAce/TownAce 1998—2006 (Япония)

Мощность: 58 кВт (79 л. с.) при 4400 об/мин; крутящий момент 147 Н⋅м при 2400 об/мин (Япония; Net JIS)
- CE101/102/105/107 Corolla/Sprinter Van/Wagon 1998—2002 (Япония)[51][52]
- CE113/116 Corolla/Sprinter Sedan 1998—2000 (Япония)[53][54]
- CE121 Corolla/Corolla Fielder 2000—2002 (Япония)[55][56]
- CM70/75/80/85 LiteAce/TownAce 06.1999—08.2004 (Япония)[57][58]

### 3C-T
3C-T является турбированной версией 3C со степенью сжатия 22,6:1 (без интеркулера) или же 20,0:1 (c интеркулером). Его мощность варьируется от 65 до 67 кВт (88—91 л. с.) при 4000 об/мин.

#### Без интеркулера
- CR22/29/31/38 LiteAce/TownAce 1993—1996 (Япония)

Мощность: 67 кВт (91 л. с.) при 4000 об/мин; крутящий момент 192 Н⋅м при 2000 об/мин (Япония, Net JIS)
- CV40/43 Vista/Camry 1994—1998 (Япония)[59][60]

Мощность: 67 кВт (91 л. с.) при 4000 об/мин; крутящий момент 194 Н⋅м при 2200 об/мин (Япония, Net JIS)
- CR40G/50G LiteAce Noah/TownAce Noah 1996—2001 (Япония)[61][62]

#### С интеркулером
Мощность: 74 кВт (100 л. с.) при 4200 об/мин; крутящий момент 216 Н⋅м при 2600 об/мин (Япония, Net JIS)
- CXR10/11/20/21 Estima Lucida/Estima Emina 1993—1999 (Япония)[63][64]

### 3C-TE
3C-TE является турбированной версией с электронной системой впрыска топлива и степенью сжатия 22,6:1. Его мощность варьируется от 69 до 74 кВт (94—100 л. с.) при 4200 об/мин.

#### Без интеркулера
Мощность: 66 кВт (90 л. с.) при 4000 об/мин; крутящий момент 205 Н⋅м при 2000—2400 об/мин (Европа)
Мощность: 69 кВт (94 л. с.) при 4000 об/мин; крутящий момент 206 Н⋅м при 2200 об/мин (Япония, Net JIS)
- CXM10 Gaia/Ipsum/Picnic[65][66]

Мощность: 69 кВт (94 л. с.) при 4000 об/мин; крутящий момент 211 Н⋅м при 2000 об/мин (Япония, Net JIS)
- CR40G/50G LiteAce Noah/TownAce Noah[67][68]

Мощность: 69 кВт (94 л. с.) при 4000 об/мин; крутящий момент 206 Н⋅м при 2200 об/мин (Япония, Net JIS)
- CT211/216/216G Carina/Corona/Caldina 1998—2001 (Япония)[69][70][71]

#### С интеркулером
Мощность: 77 кВт (105 л. с.) при 4200 об/мин; крутящий момент 226 Н⋅м при 2600 об/мин (Япония, Net JIS)
- CXR10/11/20/21 Estima Lucida 1993—1999 (Япония)[72]